# Circo Para Todos
La Fondation Circo Para Todos (Cirque Pour Tous) est une organisation à but non lucratif basée à Cali, en Colombie.
Elle a pour mission l'aide à l'insertion sociale et économique des enfants dits à risques ou vivant en circonstances difficiles (enfants des rues, enfants de familles déplacées, enfants en institutions de protection) par l'apprentissage des métiers du cirque.
Elle est créée en 1995 par deux artistes de cirque professionnels, la Franco-Britannique Felicity Simpson et le Colombien Hector Fabio Cobo.

## Histoire

### Débuts
Dans les années 1980-1990, Felicity Simpson et Hector Fabio Cobo, deux artistes passionnés de cirque, parcourent le monde en présentant leur numéro Two Intrepidas, duo de tango acrobatique sur échasses et monocycle. C'est pendant ces tournées artistiques que naît puis mûrit l'idée de créer à Cali, ville natale d'Hector Fabio Cobo, une école de cirque destinée aux enfants marginalisés et défavorisés, .
En 1995, après avoir finalisé et présenté leur projet à la Fondation de France et avoir reçu de celle-ci un soutien financier, ils s'installent à Cali, convoquent quelques amis professionnels du cirque et lancent leur premier programme d'ateliers communautaires dans les quartiers populaires de la ville. Ces ateliers mobiles et temporaires circulent d'un quartier à l'autre avec pour objectif primordial d'intéresser les jeunes aux arts du cirque et de leur faire entrevoir la possibilité d'en faire leur profession, la motivation étant retenue comme le critère principal de sélection et d'entrée dans un cursus conduisant à l'un des métiers du cirque.
Ils gagnent sur place l'appui d'institutions de protection de l'enfance, publiques et privées, telles que l'Instituto Colombiano de Bienestar Familial (ICBF), les foyers Casa Marcelino, Bosconia et Hogar de la Luz.
En même temps que Circo Para Todos, ils créent en France l'organisation "Cirque Pour Tous", association loi de 1901 basée à Vergèze dans le Gard, dont la mission principale consiste à rechercher des fonds internationaux au bénéfice du projet.
C'est ainsi qu'ils reçoivent au fil des ans le soutien de la Fondation Danielle Mitterrand en France, celui de la National Lottery Charity Board et du Scottish Catholic International Aid Fund (SCIAF) au Royaume-Uni ainsi que de nombreuses autres institutions européennes en Espagne, Irlande et Pays-Bas. Ils reçoivent également le soutien du Cirque du Soleil sous la forme de galas de bienfaisance au bénéfice des enfants de Cali.
Une année après avoir lancé ces ateliers communautaires, l'association met en place un programme de formation de formateurs, qui donne à de jeunes éducateurs les compétences techniques et sociales nécessaires pour diriger ces ateliers. L'objectif est de permettre la démultiplication du projet et son installation dans la durée.
C'est enfin en 1997 que la Fondation Circo Para Todos ouvre à Cali la première école de cirque professionnelle au monde spécifiquement dédiée à l'insertion socio-économique et culturelle des enfants et adolescents en situation difficile. Cette école forme des artistes, des techniciens et des instructeurs de cirque dans le cadre d'un programme professionnel de quatre ans, .
Créée sur le modèle des plus grandes écoles nationales de cirque, Circo Para Todos est la première école de « cirque social » au monde accompagnant ses élèves jusqu'au plus haut niveau du cirque international.
L'an 2000 marque la première tournée européenne des élèves de l'école dans le cadre du spectacle Heranzas, présenté à l'International Fringe Festival d’Édimbourg, au Thames Festival de Londres et à Vergèze. L'association profite de cette tournée pour donner des ateliers de cirque temporaires dans seize écoles écossaises et un lycée français (à Nîmes), ainsi qu'un échange pédagogique avec le Centre de formation Circus Space à Londres et la "Compagnie Malabar" en France.
En 2001 sort la première promotion d'artistes professionnels de cirque, diplôme en mains, prêts à signer leurs engagements dans le monde du spectacle. À la suite de l'émergence des nouveaux élèves diplômés, la Fondation Circo Para Todos décide en 2002 de lancer son quatrième programme : la création d'une agence artistique chargée d'accompagner et de protéger les artistes diplômés de l'école tout au long des premières années de leur professionnalisation.
Cette même année, Circo Para Todos et sa branche française Cirque Pour Tous, en partenariat avec l'association Karwan, pôle de développement et de diffusion des arts du cirque, organisent à La Seyne-sur-Mer les premières Rencontres Internationales du Cirque et du Travail Social. Elles permettent de constituer un réseau d'échanges entre différents acteurs du cirque et du social originaires de dix-neuf pays.

### 2003, reconnaissance internationale
La Fondation Circo Para Todos est distinguée par l'UNESCO pour contribuer à la Décennie internationale de promotion d'une culture de la non-violence et de la paix, au profit des enfants du monde. Elle est retenue pour la présentation du spectacle d'ouverture du Forum social européen à Saint-Denis.
L'Organisation des États Ibéro-américains (OEI) lui remet aussi le prix des "Écoles qui font école" et Circo Para Todos est le sujet d'une thèse de doctorat en sociologie soutenue à l'université Panthéon-Sorbonne Paris-I par Brigitte Bailly.
En 2005, l'école de Cali devient Escuela Nacional Circo Para Todos Colombia (École nationale Circo Para Todos de Colombie). L'année suivante, Felicity Simpson, présidente de la Fondation Circo Para Todos et fondatrice de l'agence Circolombia reçoit la distinction Colombia es Pasiòn.
En 2009, six diplômés de l'école présentent leur numéro Bankina au 30e Festival mondial du Cirque de Demain à Paris et reçoivent la médaille de bronze, qui leur ouvre la porte d'une nouvelle carrière internationale. En 2010, dix-sept artistes diplômés de Circo Para Todos créent le spectacle Urban-Circolombia, commissionné par la Roundhouse de Londres. Ils le présentent d'abord à Londres, Madrid (théâtre Circo Price) et Obernai (France), puis entament une tournée mondiale qui les a déjà conduits à Paris, New York, Sydney, Adélaïde, Auckland, Rio de Janeiro, Buenos Aires, Amsterdam, Rotterdam, Munich, Hambourg, Brisbane (Australie), etc.

## Les programmes d'action
Pour réaliser ses objectifs, Circo Para Todos s'est axée autour de quatre programmes : les ateliers de cirque communautaires, la formation de formateurs, l'école de cirque professionnel et l'agence artistique Circolombia.

### Les ateliers de cirque communautaires
Ce sont des ateliers de motivation et d’initiation aux arts du cirque qui se déroulent dans deux types de lieux :
- en plein air sur des terrains aménagés dans les quartiers dits d’invasion de la ville de Cali, tels Siloé, Aguablanca, Charco Azul et Desepaz, où résident les familles déplacées : le cumul de population de ces quartiers atteint la moitié de la population de Cali, soit un million d'habitants[1] ;
- au sein des institutions d'aide à l'enfance telles que Bosconia Casa Marcelino, Hogar de la Luz, Fundación Harold H. Eder, Señor de Los Milagros.

Ces ateliers sont dirigés par des moniteurs issus du même milieu que les enfants, mais devenus jeunes étudiants de l’école professionnelle. Leur travail est placé sous la supervision de leurs professeurs. Un suivi pédagogique et social est assuré en coordination avec les responsables des institutions sociales partenaires.
Objectifs
- sortir les jeunes de la rue et de la violence quotidienne ;
- les initier aux disciplines fondamentales du cirque, qui permettent de canaliser la violence et la transformer en énergie positive ;
- transmettre des valeurs sociales à travers l'expérience pratique de l'apprentissage du cirque : travail d’équipe, solidarité, sens de l’effort et des responsabilités, coopération et coexistence pacifique[1].

Méthode
- Des spectacles de motivation, à l’issue desquels les enfants intéressés peuvent s’inscrire aux ateliers.
- Les ateliers eux-mêmes : initiation aux techniques de base du cirque – acrobatie, équilibre, jonglage, aériens -, d'une durée de six à neuf mois, cinq heures par semaine.
- Des présentations en public dans le quartier ou l'institution où se déroule l'atelier. Les familles et les proches sont contactés et invités à découvrir le talent de leurs enfants.
- En fin de cycle, une audition est ouverte à ceux qui le souhaitent, opportunité d’entrer dans le cours de l'école professionnelle.

### Formation de formateurs
La formation de formateurs permet le développement de l'action de Cirque Pour Tous dans les quartiers communautaires et la démultiplication de cette action vers les autres villes de Colombie. Elle garantit les qualifications techniques et pédagogiques des jeunes chargés de diriger les ateliers.
Objectifs
Former les moniteurs chargés d’animer les ateliers communautaires ainsi que des instructeurs chefs de projet pour ouvrir de nouveaux ateliers de cirque dans d'autres villes colombiennes, dont la demande est croissante.
Méthode
Le contenu du  programme de formation de formateurs a été élaboré en collaboration avec l’"École nationale de Cirque de Montréal" au Canada, et recouvre cinq compétences :
1. Théorique : gestion de groupe
2. Techniques de cirque
3. Montage d’un spectacle
4. Montage et démontage des agrès de cirque
5. Cirque et travail social.

### École de cirque professionnelle
Elle forme des artistes professionnels de cirque en quatre ans de cours intensifs enseignés par des professeurs spécialisés. La poursuite d’études académiques constitue un prérequis pour pouvoir s’inscrire à l’école professionnelle de cirque.
Objectifs
- Former des artistes professionnels de cirque et les suivre jusqu’à leur complète insertion professionnelle.
- Faire émerger une véritable "école colombienne" des arts du cirque, reconnue internationalement.

Méthode
Le programme de l’école professionnelle est inspiré du programme des autres grandes écoles nationales de cirque (Cuba, Brésil, Chine, France).
Au terme de leur apprentissage, les étudiants quittent l’école diplôme en main et carrière prestigieuse en ligne de mire. Ils sont accompagnés dans leur insertion professionnelle.

### Circolombia et l'insertion professionnelle des diplômés
Circolombia est l'agence artistique officielle de l'école Circo Para Todos. Elle a pour mission d’accompagner l’insertion dans le monde du travail - particulièrement au niveau international - des jeunes artistes professionnels diplômés de l'école et de les protéger de toute exploitation.
En qualité d'agence artistique elle présente les artistes de Circo Para Todos aux festivals de cirque, programmateurs et diffuseurs de spectacles vivants, négocie la vente des spectacles et numéros de cirque et prend en charge la gestion des tâches administratives permettant aux artistes l'exercice de leur métier (visas, permis de travail, ouvertures de comptes, etc.).
Durant les deux premières années de leur carrière professionnelle, les artistes reversent à leur école Circo Para Todos une part de leurs cachets (30 % en première année et 20 % en deuxième année), participant ainsi à son autofinancement.

## Circo Para Todos aujourd'hui

### Bilan
Depuis 1995, environ 4 500 jeunes ont participé aux ateliers communautaires d’initiation du cirque, organisés dans les quartiers défavorisés et les institutions d’hébergement d’enfants des rues, à Cali et dans d’autres villes de Colombie.
Depuis 2001, la totalité des 101 diplômés de l’école professionnelle ont été intégrés dans le marché professionnel du cirque et du spectacle vivant (compagnies de cirque, parcs de loisirs, cabarets, TV shows, croisières). Diplôme en mains, ils gèrent aujourd'hui leurs carrières internationales.
Environ 25 diplômés ont déjà pu, grâce à leur activité professionnelle d'artistes de cirque, acheter une maison dans leur ville de Cali, qu'ils destinent dans la majorité des cas à leurs parents et familles.

### Impact de l'action
- Impact social : il est à noter aussi une baisse radicale de l'agressivité et de la violence dans les institutions partenaires, les quartiers d'intervention et à l'école.
- Impact institutionnel : le travail de Circo Para Todos a généré une demande croissante de création de nouveaux ateliers de cirque communautaires, qui émane d’institutions de protection de l'enfance ainsi que d’associations culturelles de quartiers, à Cali et dans d'autres villes de Colombie.
- Impact culturel : Circo Para Todos contribue à  former une nouvelle génération d'artistes de cirque colombiens et à créer une véritable "école colombienne" des arts du cirque, reconnue internationalement.